# ガーフィールド記念館
ガーフィールド記念館（Garfield Memorial）は、1881年に暗殺された第20代アメリカ合衆国大統領、ジェームズ・ガーフィールドを追悼するために建立された。オハイオ州クリーブランド市にあるレイクビュー墓地内に位置している。大統領とルクレティア夫人の棺は彼らの娘と義理の息子の遺灰が入った壷と一緒に地下に置かれている。

## 概要

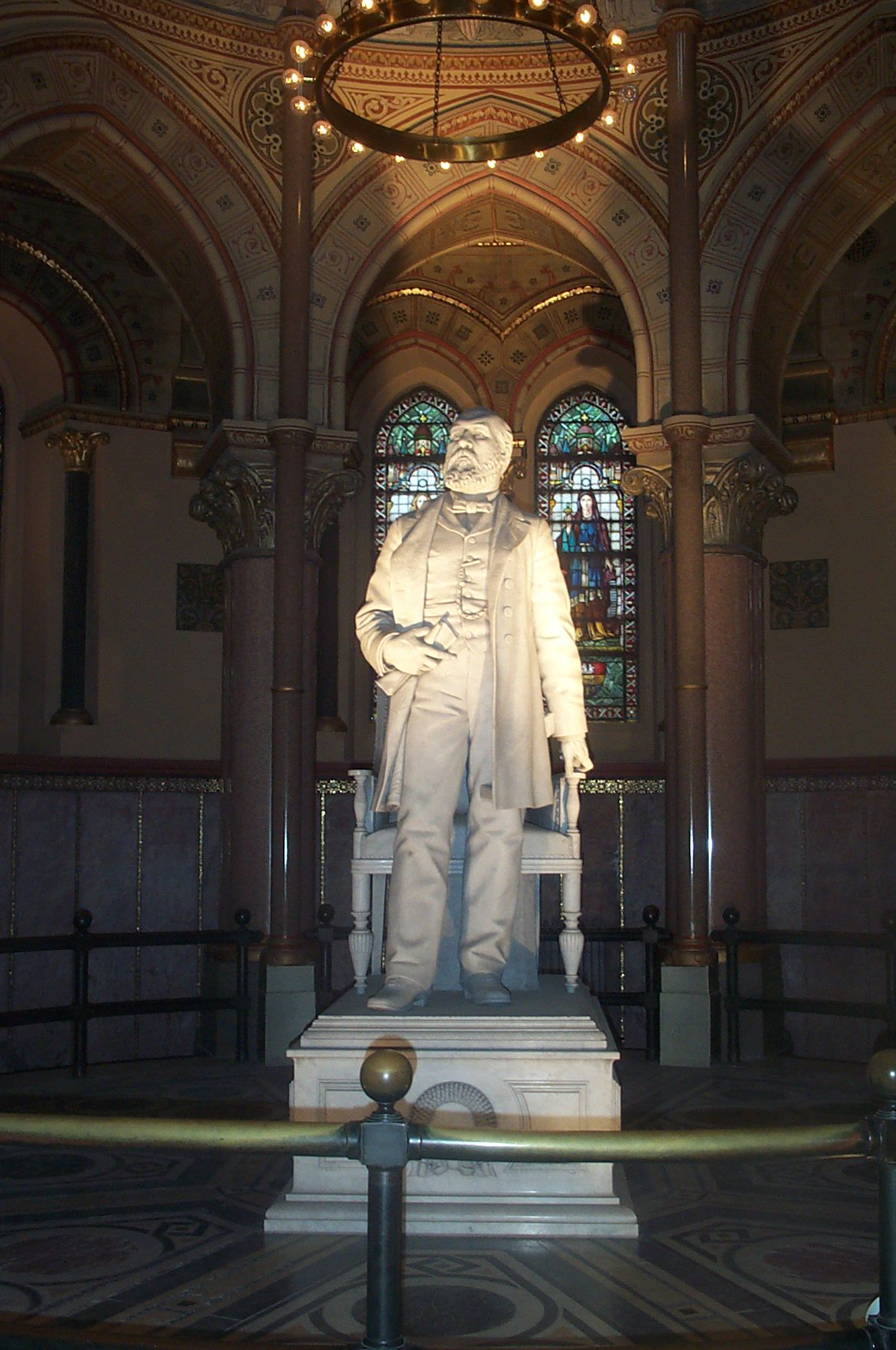
ジェームズ・ガーフィールドの彫像

ジョージ・ケラーによって設計された記念館は1885年に着工され、1890年5月30日に開所した。除幕式にはベンジャミン・ハリソン大統領、ラザフォード・ヘイズ元大統領、ジェームズ・ガーフィールドの家族が参加した。ウェイド記念礼拝堂と同様に4月1日から11月19日までの期間は午前9時から午後4時までの時間帯に毎日一般開放されている。建物はロマネスク建築、ゴシック建築、ビザンティン建築の建築様式が融合されており、墓と記念館の両方の機能を兼ねている構造であるためにアメリカの真の霊廟と呼ばれてきた。直径50フィート（約15m）で高さ180フィート（約55m）の円塔は広い石造りのテラス上に立っている。インテリアはステンドグラスの窓、モザイク装飾、アレクサンダー・ドイルによって制作されたガーフィールド大統領の大理石の彫像が特徴である。
記念館は1973年にアメリカ合衆国国家歴史登録財に登録された。